# Украинская студия пластического искусства
Украинская студия пластического искусства организована в Праге в 1923 году по типу высших учебных заведений.
После четырёхлетнего обучения студенты получали степень магистра.
Наибольшего количества студентов школа достигла в 1925 году (67 человек).
Организована школа была украинским эмигрантом, историком искусств Д. Антоновичем.
В школе преподавали такие выдающиеся художники-эмигранты и деятели искусства, как И. Кулец и С. Мако (живопись и рисунок), С. Тимошенко (до 1929, архитектура), К. Стаховский (скульптура), И. Мозалевский, Р. Лисовский (графика), В. Сичинський (перспектива).
До 1939 года У. С. П. М. провела около 13 выставок. Работу студии прервала немецкая оккупация.